# 鄂黄长江大桥

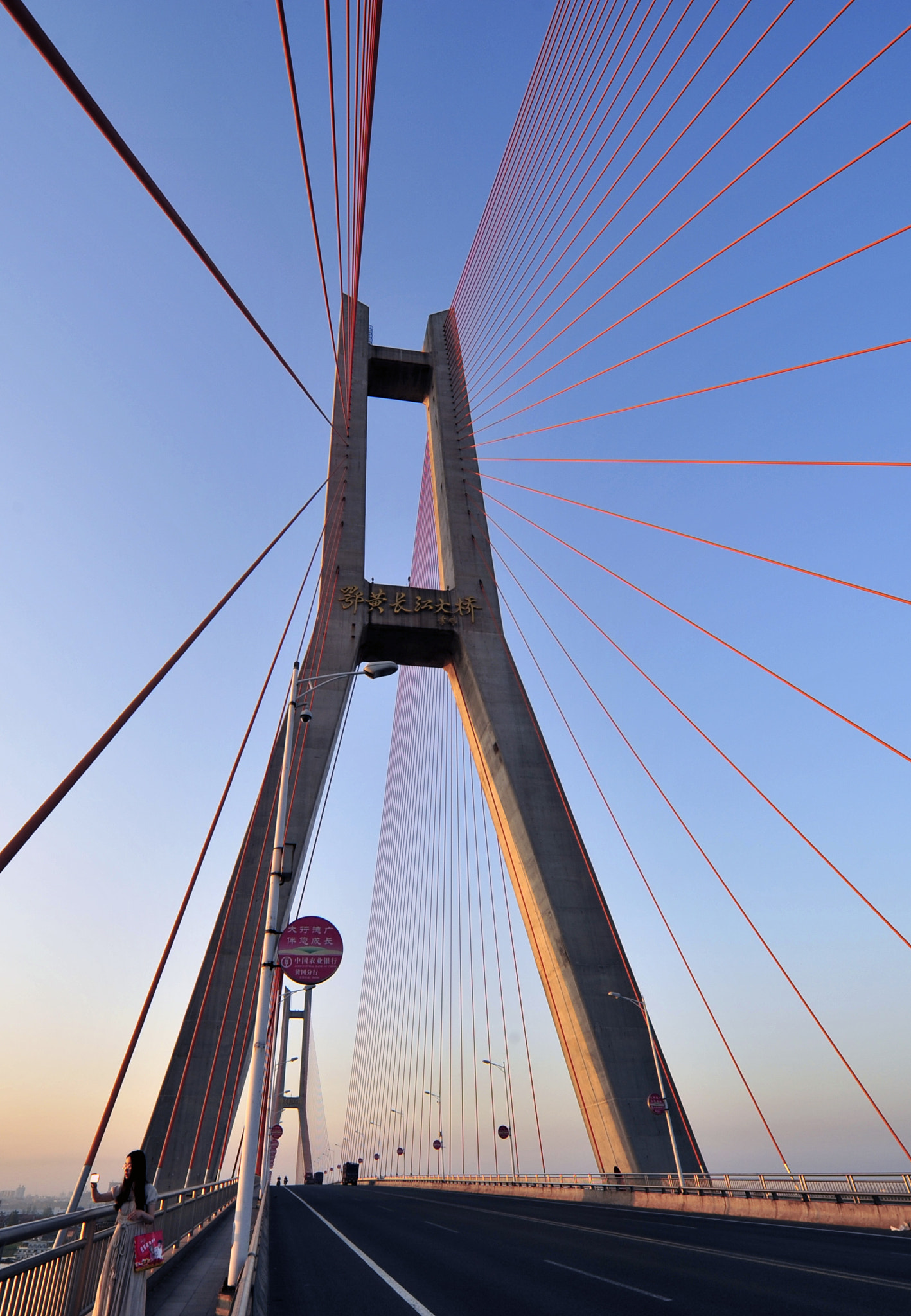
湖北鄂黄长江大桥的桥面

鄂黄长江大桥 是中国湖北省的一座穿越长江的大桥。 106国道穿过此桥连接南岸的鄂州市鄂城区和北岸的黄冈市黄州区。该桥始建于1999年，建成于2002年，全桥长度为3,245（10,646英尺），其中主桥长1,290（4,230英尺）。主跨达480（1,570英尺）。